# 辛祥
辛祥（464年—518年），字万福，隴西郡狄道县（今甘肃省临洮县）人，南北朝时期北魏的官员、军事人物，辛鳳達之子，辛紹先之孙。

## 生平
辛祥被推举为司州秀才。后担任司空行参军，又转任主簿。太傅元丕出任并州刺史时，辛祥在元丕麾下担任府属，代理建兴郡太守。由于咸阳王元禧的妃子是辛祥妻子李庆容的妹妹，景明二年（501年）元禧发动叛乱后，其亲族大多失势，唯独辛祥免于受牵连。之后他转任并州平北府司马。当时刺史正在服丧，辛祥便代为处理并州事务。辛祥担任并州司马期间，白壁的归兵药道显被诬告为贼寇，辛祥为他上书辩护。一个多月后，真正的犯人被抓获。后来，辛祥被任命为郢州龙骧府长史，兼任义阳郡太守。永平元年（508年），豫州悬瓠的城民白早生发动叛乱，南梁出兵支援叛乱，淮水流域的据点接连向南梁投降，唯有辛祥坚守城池。当时梁将胡武城、陶平虏在郢州南部的金山上布阵进攻。辛祥假装后退以麻痹梁军，趁梁军防备松懈之际连夜突袭，将其击败。他生擒陶平虏，斩杀胡武城，将梁军从郢州驱逐出去。论功时，他的功绩被认为在郢州刺史娄悦之上，娄悦为此感到羞愧，上奏请求任命辛祥为刺史，但这一人事任命并未施行。永平四年（511年），刘龙驹在华州作乱，辛祥在永安王元燮麾下担任华州征虏府长史，以别将的身份与讨胡使薛和一同平定了刘龙驹。神龟元年（518年），辛祥去世，享年五十五岁。永安二年（529年），他被追赠冠军将军、南青州刺史。

## 子女
- 辛琨，字怀玉，官至相州倉曹参軍、陳郡太守、轻車将軍、济州征虜府長史
- 辛怀仁，武定末年官至長乐郡太守
- 辛賁，字叔文，官至中府中兵参軍、員外散騎侍郎、修起居注、济州撫軍府長史、膠州車騎府長史、平東将軍，咸陽王元坦麾下太師開府長史、闕郡太守
- 辛烈，字季武，官至太傅東閤祭酒、梁州鎮南府長史
- 辛匡，字季政，官至封丘县令、威烈将軍、平遠将軍、符璽郎中、龍驤将軍、通直散騎侍郎